# Europsko prvenstvo u košarci – Čehoslovačka 1947.
Europsko prvenstvo u košarci 1947. godine održalo se u Pragu od 27. travnja do 3. svibnja 1947. godine.
Hrvatski igrač koji je igrao za reprezentaciju Jugoslavije: Otone Olivieri, Tulio Roklicer i Božo Grkinić.